# Kalbimdeki Deniz
Kalbimdeki Deniz (en español: Mar en mi corazón) es una serie de televisión turca de 2016, producida por Pastel Film y emitida por Fox Turquía.

## Trama
La historia se centra en Deniz, una  mujer que tiene un matrimonio de años, con una hija adolescente y un niño pequeño., Se casó  muy joven y abandonó su carrera universitaria, para dedicarse a pleno al cuidado y atención amorosa de su familia, mientras su esposo se desarrollaba en el mundo de los negocios. Ella es muy feliz hasta que su marido desaparece sin dejar rastro. Después de ello se enterará de que perdió su casa y toda su riqueza. Irá  a cada paso descubriendo que hay muchas cosas que desconoce debido a su inocencia y bondad. Se encontrará en una difícil situación y en una lucha diaria por sobrevivir, haciendo lo mejor por el bien de sus dos hijos y su anciano padre. En esta nueva realidad es donde el destino cruza su vida con la de Mirat, un hombre que regresa a su pueblo natal, a las afueras de Estambul, luego de estar por 20 años en el extranjero. Él se vio recientemente involucrado en una circunstancia muy delicada y está trayendo consigo a Diyar, una jovencita a quien le salvó la vida rescatándola de una persecución familiar por tradiciones de honor. La vida  de Deniz y su familia, y la de Mirat, cambiarán por completo cuando él también los salve de quedarse en la calle y los proteja. 

## Reparto
- Özge Özberk como Deniz Öztuna Türkoğlu.
- Kutsi como Mirat Yavuz.
- Sebahat Kumaş como Diyar Sarıkaya/Selma.
- Hakan Eratik como Alihan Öztuna.
- Devin Özgür Çınar como Hülya Aksal.
- Yeşim Ceren Bozoğlu como Fikriye Yılmaz.
- Hakan Vanlı como Nejat Aksal.
- Zeynep Aydemir como Şebnem Başaran.
- Güzin Usta como Cemile Şahin.
- Levend Yılmaz como Mehmet Türkoğlu.
- Hazal Adıyaman como Ece Öztuna.
- Batuhan Ekşi como Mustafa Tarhan.
- Evren Erler como Şirzat Sarıkaya.
- Faruk Üstün como İbrahim Tarhan.
- Nazlı Pınar Kaya como Figen Yılmaz.
- Suat Karausta como Orhan.
- Sercan Gülbahar como Civan Sarıkaya.
- Serkan Altıntaş como Serdem.
- Merve Aysal como Elvan Sarıkaya.
- Kıvanç Kılınç como Artun.
- Emre Yanık como Kerem Can.
- Çağlayan Doruk Ozanoğlu como Ozan Öztuna.
- Melissa Değer como Müge.
- Caner Kurtaran como İzak Wolowitz.
- Temmuz Uğur Yıldız como Yosef / Yusuf Yavuz.
- Orçun İynemli como Ünal.
- Hülya Şen como Nurşen Sarıkaya.
- Aydan Şener como Zahide Leventoğlu.
- Simge Selçuk como Rachel.
- Yılmaz Şerif como Salman Sarıkaya.
- Özlem Savaş como Özlem.
- Kubilay Penbeklioğlu como Turgut.
- Nimet İyigün Nalbant como Dra. Emine
- Denizhan Kınacıgil como Volkan.
- Veysi Sivrikaya como Ferhat.
- Turan Selçuk Yerlikaya como Serkan.
- Deniz Gökçer como Güzin.
- Mahmut Gökgöz
- Erkan Venedik
- Hasan Ocakoğlu

## Temporadas
| Temporada | Temporada | Episodios | Rango de episodios | Emisión original        | Emisión original    |
| Temporada | Temporada | Episodios | Rango de episodios | Inicio                  | Final               |
| --------- | --------- | --------- | ------------------ | ----------------------- | ------------------- |
|           | 1         | 34        | 1 - 34             | 22 de octubre de 2016   | 17 de junio de 2017 |
|           | 2         | 26        | 35 - 60            | 9 de septiembre de 2017 | 12 de marzo de 2018 |